# Света Петка (Скочивир)
Вижте пояснителната страница за други значения на Света Петка.
„Света Петка“ или „Света Параскева“ (на македонска литературна норма: „Света Петка“) е възрожденска православна църква в битолското село Скочивир, Северна Македония. Църквата е под управлението на Преспанско-Пелагонийската епархия на Македонската православна църква.
Църквата е разположена в горния край на селото и е гробищен храм. В двора ѝ има сръбски гробове от Първата световна война. Според нов надпис вляво от южния вход църквата е изградена в 1826 година. Зографският надпис свидетелства, че изписването на храма завършва през 1847 година. Автор на стенописите е майстор Йоан Михаил от битолското село Търново.
- Зографският надпис с архангел Гавриил вдясно
- Църквата в 1917 година
- Стерео картичка на църквата